# Tarantul-Klasse
Projekt 1241.1 Molnija (russisch „Молния“) (deutsch: „Blitz“), von der NATO als Tarantul-Klasse bezeichnet, ist eine Klasse von Flugkörperkorvetten sowjetischer und russischer Bauart. In Russland werden sie als Kleine Raketenschiffe (russisch МРК малый ракетный корабль) klassifiziert.
Die Konstruktion stammt aus den 1970er Jahren und wird bis heute in verschiedenen Versionen fortgeführt.

## Planung und Bau

### Grundlagen

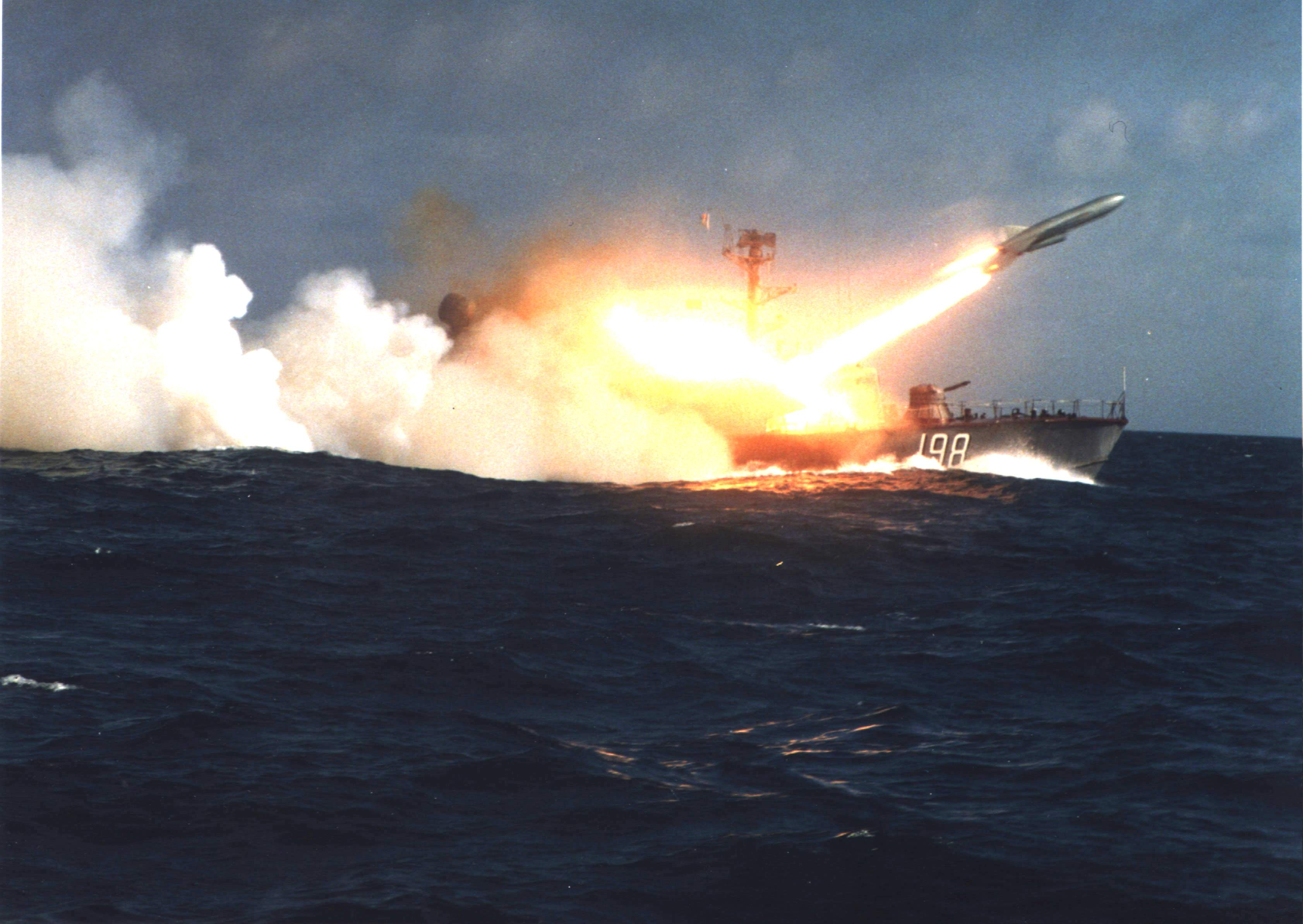
Ein Projekt 205-Boot startet einen P-15-Seezielflugkörper

Projekt 1241.1 wurde in den 1970er Jahren vom Almas-Konstruktionsbüro entwickelt, um Probleme des Projekts 205 (NATO: „OSA-Klasse“) und der zugehörigen P-15-Seezielflugkörper zu kompensieren. Der sich abzeichnende Zulauf kleiner Schnellboote mit schlagkräftiger Raketen-, aber auch Artilleriebewaffnung bei den Marinen der NATO erhöhte die Bedrohung für die Projekt-205-Boote erheblich. Sie konnten sich gegen Gegner, die ähnlich schnell und wendig wie sie selbst waren, aber über leistungsfähige Artillerie verfügten, im Gefecht auf kurze Distanzen, in denen die eigene Raketenbewaffnung nutzlos war, nicht verteidigen. Projekt 1241.1 sollte durch leistungsfähige eigene Artilleriebewaffnung dieser neuen Bedrohung entgegentreten. Weiterhin wollte man die Flugabwehr verstärken, da man die 30-mm-Kanone AK-230 zur Nahbereichsverteidigung nicht mehr für ausreichend hielt.
Mit dem Zulauf leistungsfähiger Stör- und Abfangsysteme bei der NATO war der vergleichsweise langsam fliegende P-15-Seezielflugkörper in absehbarer Zeit keine effektive Waffe mehr gegen moderne Kriegsschiffe. Er sollte durch ein neues System ersetzt werden, das mit fast dreifacher Schallgeschwindigkeit flog und über verbesserte Leitsysteme verfügte – das P-80 „Moskit“.

### Umsetzung
Ein Schiffsrumpf, der die neue Ausrüstung tragen und starke Maschinen beherbergen sollte, wurde dabei sowohl für Projekt 1241.1 als auch für die gleichzeitig entwickelten U-Jagd-Korvetten des Projekts 1241.2 (NATO: Pauk-Klasse) geplant.
Der mit über 10 Metern relativ breite Schiffsrumpf mit seinen sieben Abteilungen besteht aus Stahl, für den Innenausbau und die Aufbauten wurde teilweise eine Aluminium-Legierung verwendet.
Ursprünglich war eine Verteidigungsbewaffnung vorgesehen, die der von Projekt 1234 (NATO: Nanuchka-Klasse) ähnelte. Man plante den Einbau eines Zwillingsstarters für 4K33-Osa-M-Flugabwehrraketen auf dem Achterschiff ein. Diese Lösung erwies sich für die Stabilität des Schiffskörpers als nicht tragbar, so dass der Starter gestrichen wurde und man an seiner Stelle lediglich Halterungen für leichte, eigentlich schultergestützte, Flugabwehrraketen kurzer Reichweite vom Typ „Strela“ vorsah.

## Varianten

### Projekt 1241.1 (Tarantul II)

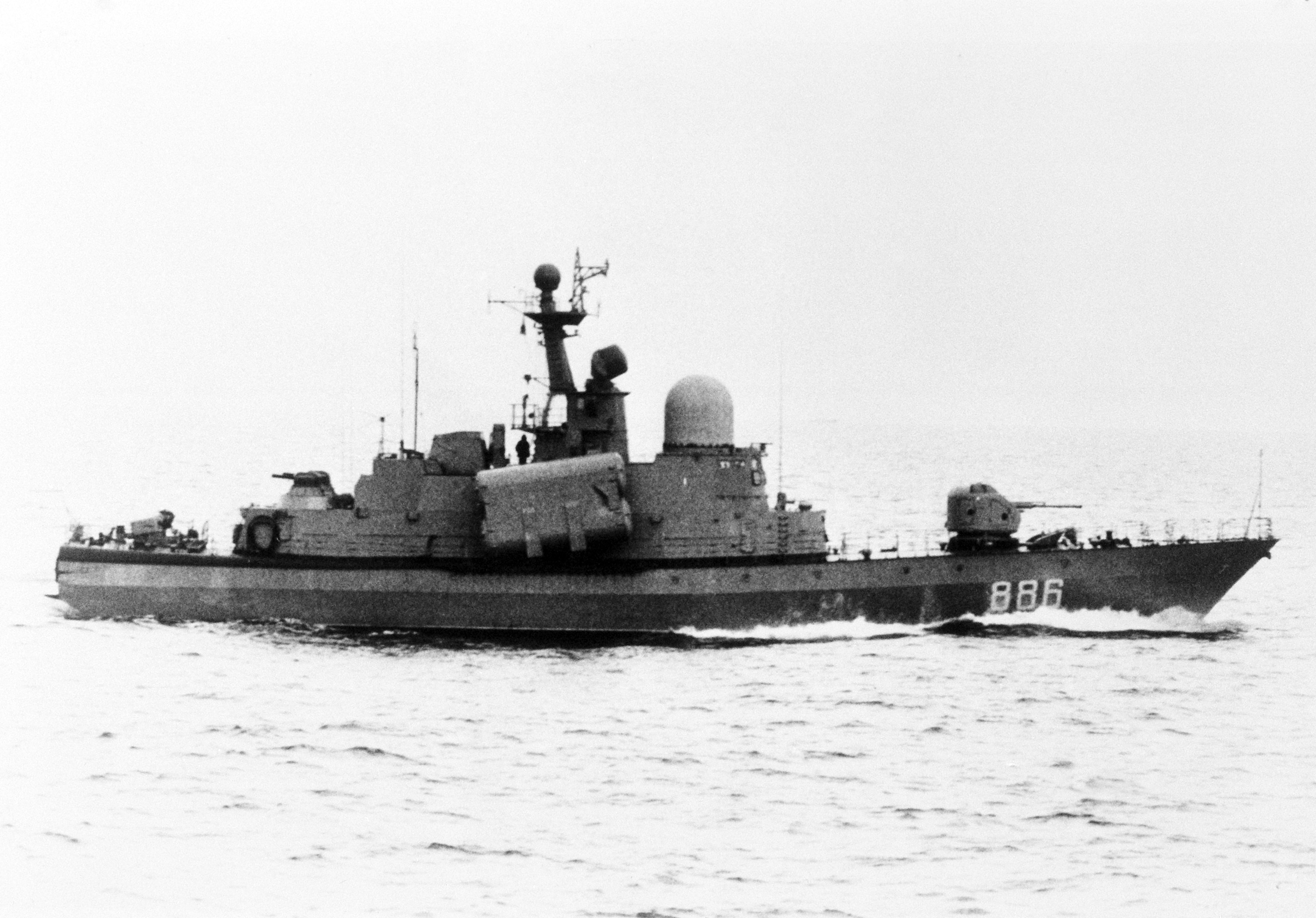
R-255, die Kuppel für das Radar auf dem Brückendach und die KT-138-Startcontainer neben den Aufbauten identifizieren es als ein Projekt-1241.1-Schiff, 1990

Projekt 1241.1 (russisch проекта 1241.1) war die erste für die sowjetische Marine konzipierte Serie. Sie sollte P-80-Seezielflugkörper tragen, die aber bei Baubeginn der Schiffe wegen Verzögerungen bei der Entwicklung der Waffe, die drei Jahre andauern sollten, noch nicht verfügbar waren. Deshalb verbaute man zunächst die vorhandenen P-15M- und P-15TM-„Termit“-Flugkörper in zwei Zwillingsstartern. Diese erste Version von Projekt 1241.1 wird so gelegentlich auch als „Projekt 1241.1T“ bezeichnet. Die beiden Flugkörpermodelle hatten im Gegensatz zu der Ursprungsversion der Waffe verbesserte Radar-, beziehungsweise Infrarotsensoren.
Diese ältere Form der Bewaffnung in Kombination mit dem bereits modernen „Monolit-T“-Radar (russisch Монолит-Т) unter einer Kuppel (NATO: „Band Stand“) auf dem Dach des Brückenaufbaus war schließlich eindeutiges Identifikationsmerkmal von Projekt 1241.1. Zu diesem Radarsystem gehörte auch ein Sensor, der unter einer kleinen sphärischen Kuppel auf der Mastspitze montiert war. Bei dem ersten Schiff R-5 wurde als einzigem der Serie allerdings das einfachere „Garpun“-Radar anstelle des Monolit-T eingebaut.
Das Bezeichnungssystem der NATO, bei dem Schiffe verschiedener Versionen innerhalb einer Schiffsklasse mit einem Klassennamen und fortlaufenden Nummern für die Versionen nach der Reihenfolge ihres Erscheinens versehen wurden, weist deswegen im Fall der Tarantul-Klasse eine Besonderheit auf. Die NATO bezeichnete diese ersten Schiffe der Klasse bald als „Tarantul II“, da sie offenbar über eine bessere Sensorausstattung verfügten als die Schiffe der nachfolgenden Klasse, die entsprechend „Tarantul I“ genannt wurde.
Neben den beiden Zwillingsstartern für P-15-Seezielflugkörper war auf der Back ein 76-mm-L/60-Geschütz AK-176M montiert. Auf den Aufbauten hinter dem Schornstein waren zwei 30-mm-L/54-Maschinenkanonen AK-630M zur Nahbereichsverteidigung installiert. Am Heck befand sich das MTU-4-Startgestell für je 2 × 2 9K32-(„Strela-2“)-Flugabwehrraketen.
Zur Feuerleitung des AK-176 und der beiden AK-630M-Geschütze war ein MR-123-„Wympel“-Radar (NATO: „Bass Tilt“) am Fuß des Hauptmastes aufgestellt.
Der Antrieb wurde bei diesen Schiffen durch ein COGAG-System gewährleistet. Je zwei Gasturbinen der Typen M75 mit je 5.000 PS (2.942 kW) und M70 mit je 12.000 PS (8.826 kW) wurden verbaut. Während die beiden kleineren M75-Marschturbinen für 13 Knoten Fahrt ausreichten, konnten die beiden schweren M70-Gefechtsturbinen zugeschaltet werden, um die Schiffe der Klasse auf 42 Knoten zu beschleunigen.
Die Besatzung bestand aus 36 Seeleuten und fünf Offizieren.
Zwischen 1979 und 1984 wurden 13 Schiffe des Typs gebaut. Ein weiteres, R-55, wurde nach seiner Fertigstellung als Testträger für das „Kortik“-Nahbereichsverteidigungssystem umgebaut, was als Projekt 1241.7 bezeichnet wird.
| Name (Kennung)                  | Bauwerft                 | Kiellegung | Stapellauf | in Dienst seit    | Flotte      | Verbleib   | Notizen                                                                                 |
| R-5 Kaliningradski Komsomolez   | Primorski, Leningrad     | 1977       | –          | 1979              | Sowjetunion | abgewrackt |                                                                                         |
| R-6                             | Primorski, Leningrad     | –          | –          | 1983              | Sowjetunion | abgewrackt | –                                                                                       |
| R-255 Kirowski Komsomolez (886) | Primorski, Leningrad     | –          | –          | 1980              | Sowjetunion | abgewrackt |                                                                                         |
| Molniya (101)                   | Primorski, Leningrad     | –          | –          | 1982              | Bulgarien   | unklar     | ex. R-256 Poltawski Komsomolez Russland, 12/1990 an Bulgarien                           |
| Dnepr                           | Sredne-Newski, Leningrad | 1981       | 1982       | 30. Dezember 1983 | Ukraine     | aktiv      | ex. R-54 Krasnodarski Komsomolez Russland, 1997 an Ukraine als Nikopol, seit 2002 Dnepr |
| Krementschug                    | Sredne-Newski, Leningrad | 1981       | 1983       | 31. Oktober 1985  | Ukraine     | aktiv      | ex. R-63 Kuibyschewski Komsomolez Russland, 1997 an Ukraine                             |
| R-101 Stupinez                  | Sredne-Newski, Leningrad | 1982       | 1984       | 30. November 1985 | Sowjetunion | unklar     | –                                                                                       |
| R-129 Kusnezk                   | Sredne-Newski, Leningrad | 1983       | 1984       | 28. Dezember 1985 | Sowjetunion | unklar     | –                                                                                       |
| R-257                           | Sredne-Newski, Leningrad | 1983       | 1985       | 31. Oktober 1986  | Sowjetunion | unklar     | –                                                                                       |
| R-42                            | 876 Chabarowsk           | –          | –          | 1983              | Sowjetunion | abgewrackt | beteiligt an einem Schießunfall, der am 16. April 1987 zum Untergang der Musson führte  |
| R-45                            | 876 Chabarowsk           | –          | –          | 1983              | Sowjetunion | unklar     | –                                                                                       |
| R-69                            | 876 Chabarowsk           | 1980       | –          | 1984              | Sowjetunion | abgewrackt | –                                                                                       |
| R-79                            | 876 Chabarowsk           | 1980       | –          | 1984              | Sowjetunion | unklar     | –                                                                                       |

### Projekt 1241.7

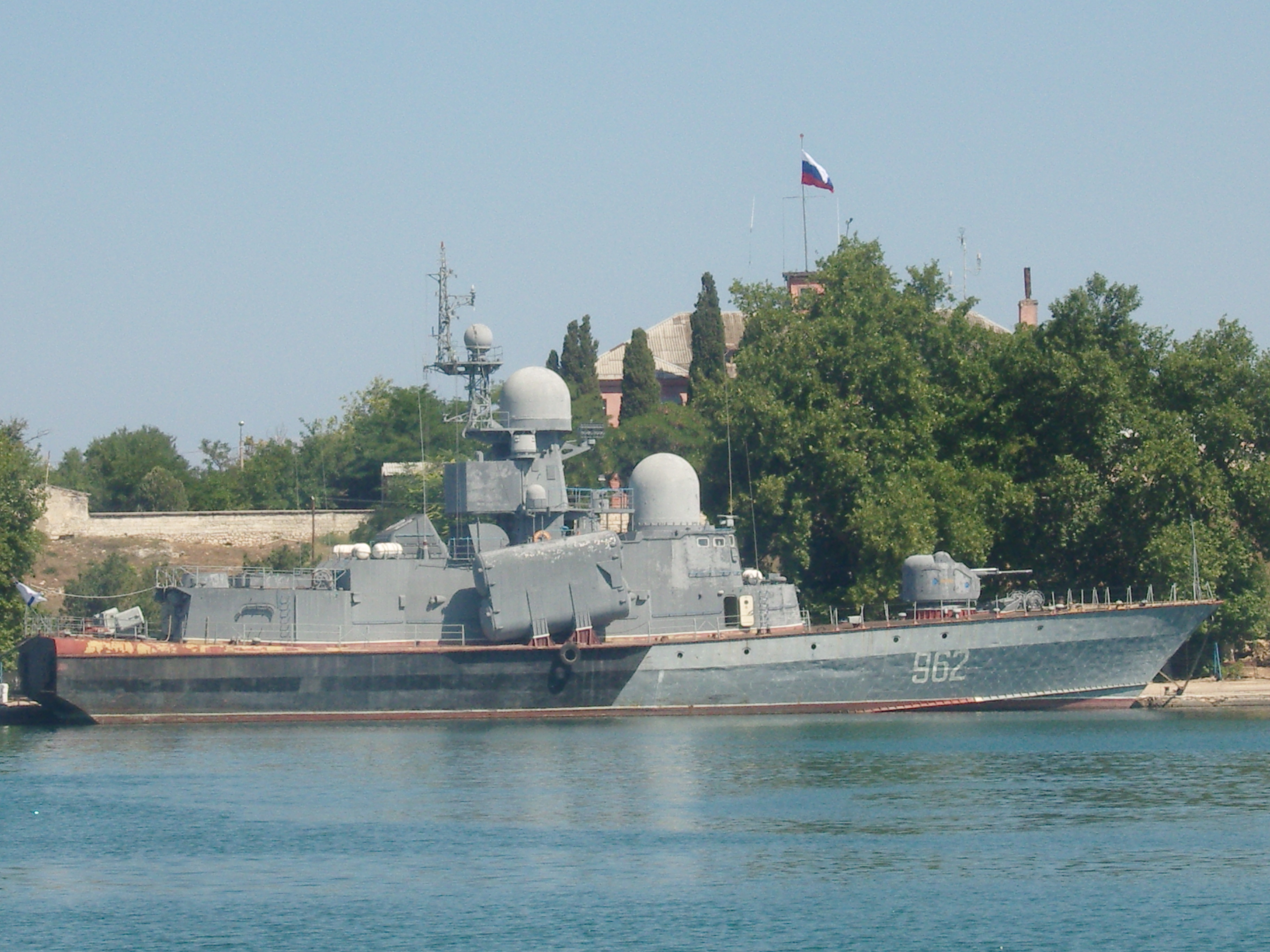
Projekt-1241.7-Schiff R-71, das Kortik-System ist bereits entfernt, 2011

Projekt 1241.7 bezeichnete zunächst das Schiff R-55, das ursprünglich als Projekt 1241.1 gebaut wurde, das aber mit einem Kortik-Nahbereichsverteidigungssystem (CADS-N-1) anstelle der beiden AK-630M-Geschütze nachgerüstet wurde und die Kennung R-71 trug. Das Waffensystem besitzt zwei sechsläufige 30-mm-Geschütze, Flugabwehrraketen und ein entsprechendes Feuerleitradar.
Antrieb, Geschwindigkeit, Flugkörper- und Hauptgeschütz blieben wie bei Projekt 1241.1. Die Wasserverdrängung änderte sich auf 436 Tonnen leer und 493 maximal.
Nachdem man das Waffensystem von 2001 von R-71 entfernt hatte, baute man ein „Kortik“-System in ähnlicher Weise auf R-60, einem Projekt-12411-Schiff ein.
| Name (Kennung) | Bauwerft                 | Kiellegung      | Stapellauf         | in Dienst seit | Flotte   | Verbleib  | Notizen                                                  |
| R-71 Schuja    | Sredne-Newski, Leningrad | 12. August 1981 | 14. September 1983 | 10. Juni 1985  | Russland | im Dienst | bis 1986 R-55 Sowjetunion, 2001 „Kortik“-System entfernt |

### Projekt 1241RE (Tarantul I)

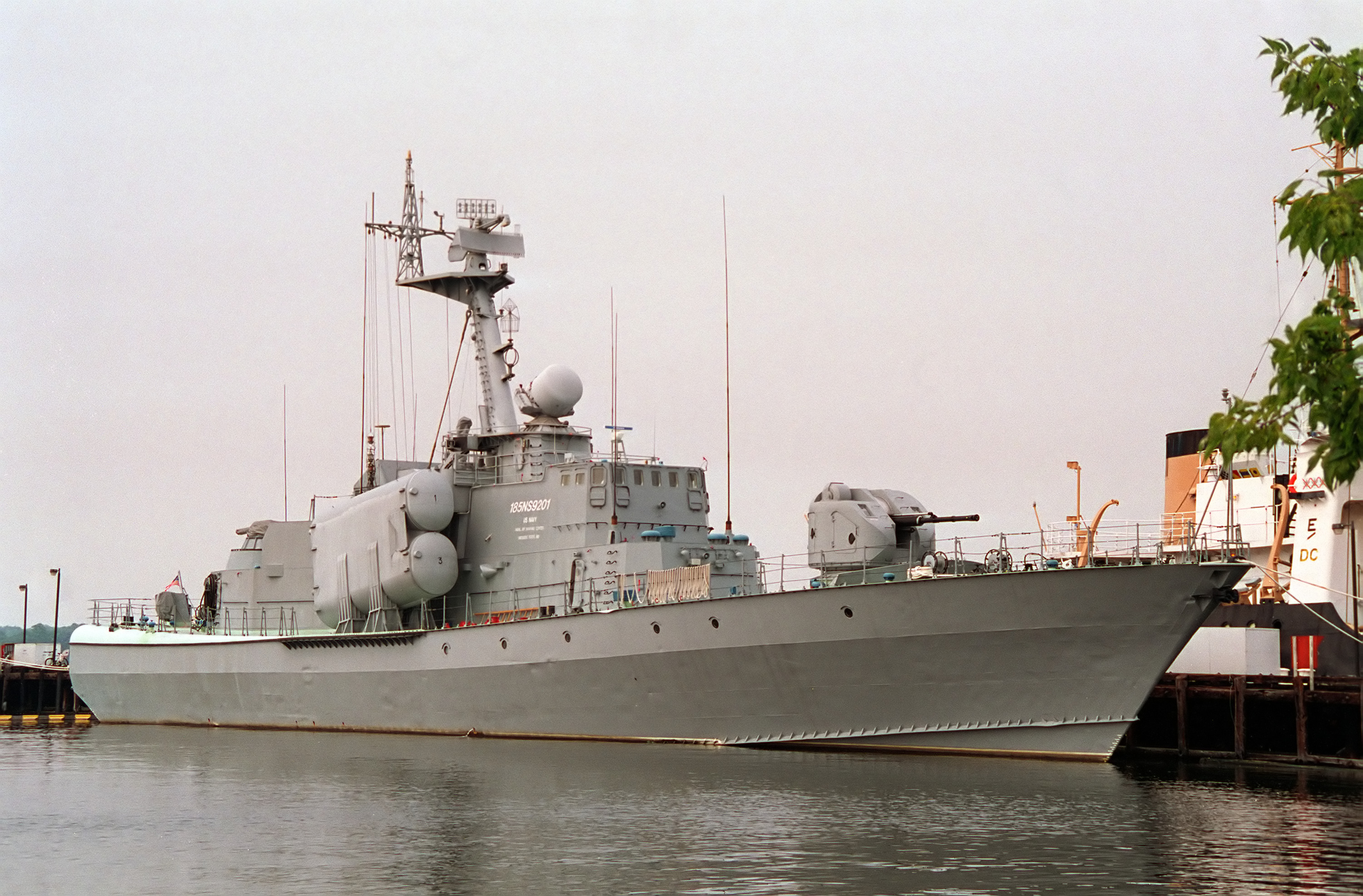
Das ehemalige Projekt 1241RE–Schiff Rudolf Egelhofer als USNS Hiddensee (185NS9201), augenfälligster Unterschied zum Projekt 1241.1 ist das Fehlen der Kuppel des Feuerleitradars auf dem Peildeck über der Brücke, das durch ein „Garpun“-Radar auf der Mastspitze ersetzt wurde, 1993

Projekt 1241RE (russisch проекта 1241РЭ), von der NATO als „Tarantul I“ bezeichnet, war eine Exportversion von Projekt 1241.1.
In erster Linie wollte man den Raketenkomplex P-80 hier von vornherein nicht einbauen und sah den P-20-Flugkörper, eine Exportversion des P-15, vor. Man benutzte aber die KT-138-Startcontainer für je zwei Flugkörper, über die auch die sowjetischen Schiffe des Projekts 1241.1 verfügten.
So entsprach Projekt 1241RE in den Punkten Bewaffnung und Antrieb Projekt 1241.1, trug aber eine veränderte Sensorausstattung. Am auffälligsten gegenüber den russischen Schiffen war hier das Fehlen des Feuerleitradars auf dem Dach der Brücke.
Als Feuerleitradar war stattdessen das „Garpun“-Radar (NATO: „Plank Shave“) für die Seezielflugkörper eingebaut. Es arbeitete im X-Band und wurde auf der Spitze des Mastes installiert.
Erhalten blieben dagegen das kleine Navigationsradar auf dem Brückendach, Typ „Kiwatsch-2“ (oder MR-312 „Petschera-1“ auf den Schiffen für Polen), und das Geschütz-Feuerleitradar MR-123 „Wympel“ (NATO: „Bass Tilt“) am Fuß des Mastes. Zwei PK-16-Werfer für Täuschkörper wurden ebenfalls installiert.
Zwischen 1977 und 1979 wurden 22 Schiffe dieser Klasse ausschließlich für den Export produziert. Nur eines dieser Schiffe, R-26, behielt die sowjetische Marine zu Ausbildungszwecken. Indien kaufte fünf der Schiffe an, baute aber zwischen 1991 und 1997 acht weitere modifizierte Schiffe auf eigenen Werften als „Veer-Klasse“. Die Volksrepublik Vietnam kaufte nach verschiedenen Quellen vier Projekt 1241RE-Schiffe an, von denen aber nur zwei eindeutig identifiziert werden können.
In der Volksmarine der DDR wurden die Schiffe als kleine Raketenschiffe klassifiziert. Fünf von ihnen wurden ab 1984 in Dienst gestellt und gehörten der 6. Flottille an, die auf Rügen stationiert war.
Die Rudolf Egelhofer der Volksmarine wurde nach der Wiedervereinigung am 28. Juni 1991 als Hiddensee (P6166) von der Deutschen Marine übernommen. Zuvor hatten sowjetische Spezialisten die Anlage „Nichrom“ zur Freund-Feind-Erkennung und das Verschlüsselungssystem der Funkanlage ausgebaut. Das Schiff wurde bald darauf an die Vereinigten Staaten zu Erprobungszwecken abgegeben. Dazu wurde es in Kiel auf ein Transportschiff geladen und nach Norfolk transportiert. Dort kam die Hiddensee im Dezember 1991 an und wurde von 20 ehemaligen Volksmarine-Angehörigen übernommen, die dann in Maryland mehrere Monate lang eine amerikanische Besatzung auf ihr ausbildeten.
Über die eingehenden Untersuchungen und Erprobungen des Schiffs durch die US Navy wurde 1992 in der New York Times berichtet.

“[…] Navy officials say the vessel is the kind of small, affordable weaponry that terrorist states could use in the Persian Gulf and other trouble spots to wreak havoc on more technologically advanced craft.”

„[…] Vertreter der US-Navy meinen, dass das Schiff die Art von kleiner, erschwinglicher Waffe ist, die Terroristenstaaten benutzen könnten, um im Persischen Golf und in anderen Krisenherden technologisch fortschrittlicheren Fahrzeugen verheerenden Schaden zuzufügen.“

1996 wurde die Hiddensee von den Amerikanern außer Dienst gestellt. Von 1997 bis 2023 war sie als Museumsschiff Teil der Ausstellung der Battleship Cove in Fall River (Massachusetts) und lag dort vertäut zwischen dem U-Boot Lionfish und dem Schlachtschiff Massachusetts.
| Name (Kennung)             | Bauwerft        | Kiellegung | Stapellauf | in Dienst seit   | Flotte             | Verbleib                                         | Notizen                                                                            |
| R-26                       | Wympel, Rybinsk | –          | –          | 1981             | Sowjetunion        | abgewrackt                                       | Ausbildungsschiff, seit 2002 außer Dienst                                          |
| ORP Górnik (434)           | Wympel, Rybinsk | –          | –          | 1983             | Polen              | außer Dienst 2005                                | Baunr. 01711, ex. R-624 Sowjetunion, a. D.                                         |
| ORP Hutnik (435)           | Wympel, Rybinsk | –          | –          | 1983             | Polen              | außer Dienst 2005                                | Baunr. 01712; ex. R-62 Sowjetunion, a. D.                                          |
| Albin Köbis (571)          | Wympel, Rybinsk | –          | –          | 1. Oktober 1984  | DDR                | abgewrackt                                       | Baunr. 01713                                                                       |
| USNS Hiddensee (185NS9201) | Wympel, Rybinsk | –          | –          | 16. Oktober 1985 | Vereinigte Staaten | Museumsschiff in Massachusetts (2023 abgewrackt) | Baunr. 01714; ex. Rudolf Egelhofer (572) DDR, ex. Hiddensee (P6166) Deutschland    |
| Fritz Globig (573)         | Wympel, Rybinsk | –          | –          | 5. Oktober 1985  | DDR                | abgewrackt                                       | Baunr. 01715; ex. R-615 Sowjetunion                                                |
| Paul Eisenschneider (574)  | Wympel, Rybinsk | –          | –          | 12. Februar 1986 | DDR                | abgewrackt                                       | Baunr. 01716                                                                       |
| Hans Beimler (575)         | Wympel, Rybinsk | –          | –          | 28. Oktober 1986 | DDR                | Museumsschiff in Peenemünde                      | Baunr. 01717; ex. R-630 Sowjetunion                                                |
| INS Veer (K40)             | Wympel, Rybinsk | –          | –          | 1986             | Indien             | im Dienst                                        | Baunr. 01718                                                                       |
| INS Nirbhik (K41)          | Wympel, Rybinsk | –          | –          | 1987             | Indien             | im Dienst                                        | Baunr. 01719                                                                       |
| INS Nipat (K42)            | Wympel, Rybinsk | –          | –          | 1987             | Indien             | im Dienst                                        | Baunr. 01720; ex. R-542 Sowjetunion                                                |
| INS Nishank (K43)          | Wympel, Rybinsk | –          | –          | 1988             | Indien             | im Dienst                                        | Baunr. 01721                                                                       |
| ORP Metalowiec (436)       | Wympel, Rybinsk | –          | –          | 1987             | Polen              | außer Dienst 3. Dezember 2013                    | Baunr. 01722; ex. R-833 Sowjetunion                                                |
| ORP Rolnik (437)           | Wympel, Rybinsk | –          | –          | 1988             | Polen              | außer Dienst 3. Dezember 2013                    | Baunr. 01723                                                                       |
| INS Nirghat (K44)          | Wympel, Rybinsk | –          | –          | 1987             | Indien             | im Dienst                                        | Baunr. 01724                                                                       |
| Zborul                     | Jaroslawski     | –          | –          | 1990             | Rumänien           | unklar                                           | Baunr. 01725; ex. R-600 Sowjetunion, 1989 an Rumänien                              |
| 124                        | Wympel, Rybinsk | –          | –          | 1990             | Jemen              | unklar                                           | Baunr. 01726                                                                       |
| 125                        | Wympel, Rybinsk | –          | –          | 1990             | Jemen              | unklar                                           | Baunr. 01727                                                                       |
| HQ-371                     | Wympel, Rybinsk | –          | –          | 1994             | Vietnam            | im Dienst                                        | 1994 von Vietnam zunächst storniert, zunächst R-104 Russland, dann 1999 an Vietnam |
| HQ-372                     | Wympel, Rybinsk | –          | –          | 1994             | Vietnam            | im Dienst                                        | 1994 von Vietnam zunächst storniert, zunächst R-69 Russland, dann 1999 an Vietnam  |
| Pescarusul                 | Jaroslawski     | –          | –          | 1991             | Rumänien           | unklar                                           | Baunr. 01730; ex. R-601 Russland                                                   |
| Lastunul                   | Jaroslawski     | –          | –          | 1991             | Rumänien           | unklar                                           | Baunr. 01731; ex. R-602 Russland                                                   |

### Projekt 12411 (Tarantul III)

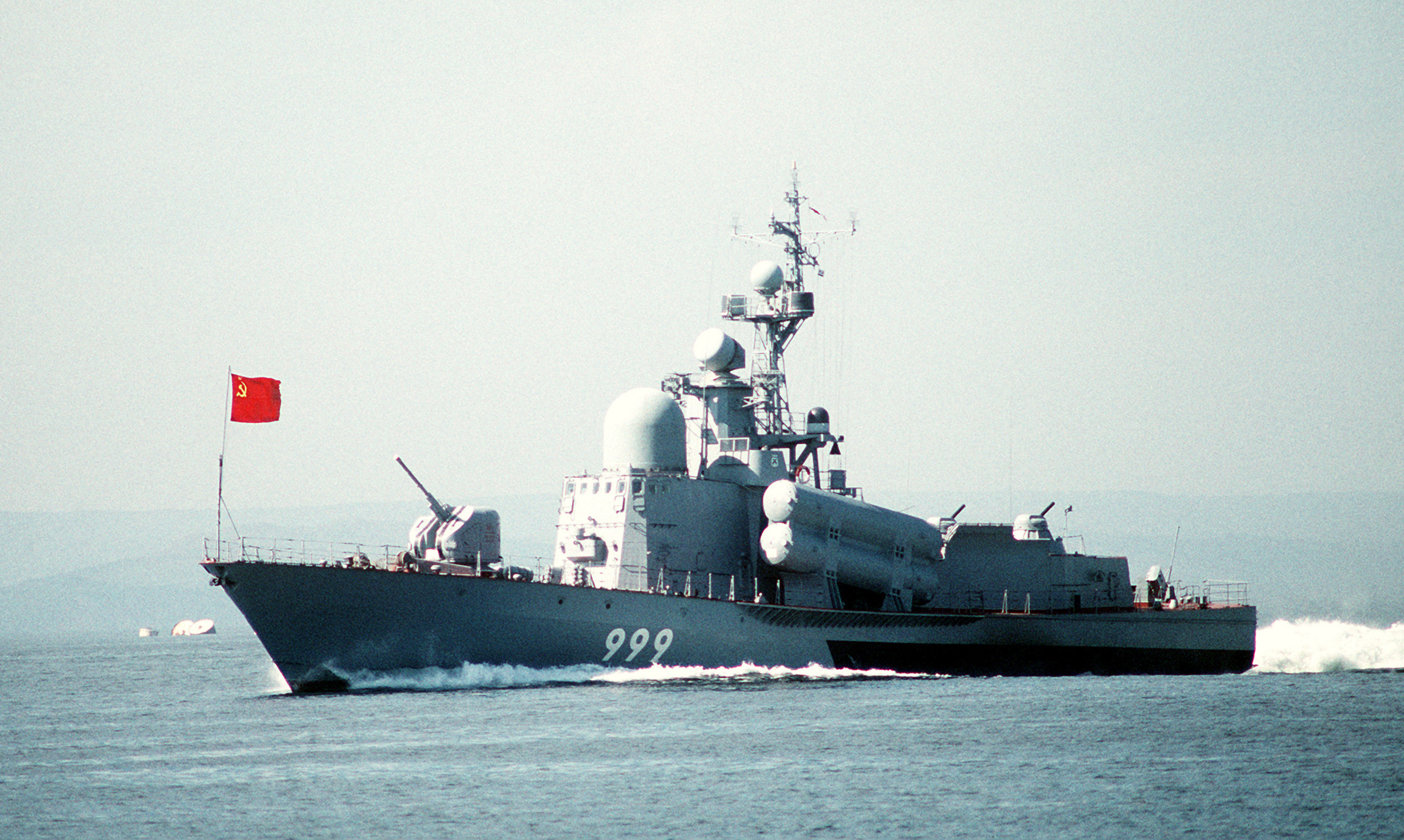
Sowjetisches Projekt-12411-Schiff, die Abdeckung des Radars auf dem Dach der Brücke ist, in Kombination mit den veränderten Startcontainern für „Moskit“-Seezielflugkörper, markantes Identifikationsmerkmal des Projekts, 1990

Während bei Projekt 1241.1 die eingeplanten Seezielflugkörper vom Typ P-80 (NATO: SS-N-22 „Sunburn“) noch nicht verfügbar waren und man auf ältere „Termit“-Raketentypen zurückgriff, stellte man diesen Mangel bei Projekt 12411 ab und konstruierte die Schiffe nach dem ursprünglichen Plan mit zwei KT-152-Zwillingsstartern, für P-80-„Moskit“-Flugkörper. So wird Projekt 12411 auch als Projekt 1241.1M bezeichnet.
Die Aufbauten wurden umgestaltet und der verkleidete abgewinkelte Mast der Vorgängerprojekte wurde durch einen schmalen geraden Gittermast ersetzt. Die Sensorausstattung blieb weitgehend wie beim Projekt 1241.1. Lediglich das „Petschera“-Navigationsradar wurde vom Dach der Brücke unmittelbar vor das MR-123-„Wympel“-Feuerleitradar verlegt. Die Schiffe erhielten zusätzlich elektronische Gegenmaßnahmen Wympel-R2. Zwei Störsender des Systems, von der NATO „Wine Glass“ genannt, sind auf beiden Seiten am Fuß des Mastes installiert.
Bei den Schiffen dieser Klasse wurde die Antriebsanlage geändert. Die Schiffe haben einen CODAG-Antrieb. Für Marschfahrt wurden nun zwei M510-Dieselmotoren mit je 2942 kW (4000 PS) eingebaut, die beiden Gefechtsturbinen Typ M-70 wurden beibehalten. Zum einen sinkt dadurch der Treibstoffverbrauch und erhöht sich die Zuverlässigkeit des Antriebs. Zum anderen wird dadurch auch die Höchstgeschwindigkeit gesteigert.
35 Seeleute und 5 Offiziere bilden die Besatzung.
Zwischen 1985 und 2001 wurden 34 Schiffe dieser Baureihe gebaut. Nach dem Bau von elf dieser Schiffe änderte man die Seezielflugkörper vom P-80 „Moskit“ auf das modernere Modell P-270 „Moskit-M“, so dass die folgenden 23 Boote in einigen Quellen die neue Kennung Projekt 1241.1MR tragen.
| Name (Kennung)            | Bauwerft                        | Kiellegung        | Stapellauf | in Dienst seit    | Flotte   | Verbleib                          | Notizen                                                         |
| R-46                      | Primorski, Leningrad            | –                 | –          | 1980              | Russland | abgewrackt                        | 1995 a. D.                                                      |
| R-47 Tambowski Komsomolez | Sredne-Newski, Leningrad        | –                 | –          | 1986              | Russland | unklar                            |                                                                 |
| R-60 Burja                | Sredne-Newski, Leningrad        | 10. Dezember 1985 | 1986       | 12. Dezember 1987 | Russland | aktiv                             | seit 2005 mit Kortik-System Pr. 1241.7                          |
| R-160 Potawski Komsomolez | Sredne-Newski, Leningrad        | 1986              | 1987       | 8. August 1988    | Russland | aktiv                             | Potawski Komsomolez ab 1990, 1997 umgerüstet zum PB, Kasp. Meer |
| R-187 Saretschni          | Sredne-Newski, Leningrad        | –                 | –          | 1989              | Russland | aktiv                             | Saretschni seit 2011                                            |
| R-239 Grosa               | Sredne-Newski, Leningrad        | 30. April 1991    | 08/1991    | 1992              | Russland | aktiv                             | [ 15 ]                                                          |
| R-334 Iwanowez            | Sredne-Newski, Leningrad        | 1988              | 1988       | 30. Dezember 1989 | Russland | aktiv / lt. Ukraine 2024 versenkt | Iwanowez ab 2000                                                |
| R-109 Bris                | Sredne-Newski, Leningrad        | 1989              | 1990       | 20. Oktober 1990  | Russland | aktiv                             | [ 18 ]                                                          |
| R-291 Dimitrowgrad        | Sredne-Newski, Leningrad        | –                 | –          | 1991              | Russland | aktiv                             | –                                                               |
| R-293 Morschansk          | Sredne-Newski, Sankt Petersburg | –                 | –          | 1992              | Russland | aktiv                             | –                                                               |
| R-2 Tschuwaschija         | Sredne-Newski, Sankt Petersburg | –                 | –          | 1999              | Russland | aktiv                             | –                                                               |
| R-66                      | 876 Chabarowsk                  | –                 | –          | 1984              | Russland | abgewrackt                        | Baunr. 905, 1995 a. D.                                          |
| R-85                      | 876 Chabarowsk                  | –                 | –          | 1985              | Russland | abgewrackt                        | Baunr. 906, 1996 a. D.                                          |
| R-103                     | 876 Chabarowsk                  | –                 | –          | 1985              | Russland | abgewrackt                        | Baunr. 907, 1997 a. D.                                          |
| R-113                     | 876 Chabarowsk                  | –                 | –          | 1985              | Russland | abgewrackt                        | Baunr. 908, 1997 a. D.                                          |
| R-158                     | 876 Chabarowsk                  | –                 | –          | 1986              | Russland | abgewrackt                        | Baunr. 909, 1996 a. D.                                          |
| R-76                      | 876 Chabarowsk                  | –                 | –          | 1986              | Russland | abgewrackt                        | Baunr. 910, 1995 a. D.                                          |
| R-83                      | 876 Chabarowsk                  | –                 | –          | 1986              | Russland | abgewrackt                        | Baunr. 911, 1996 a. D.                                          |
| R-229                     | 876 Chabarowsk                  | –                 | –          | 1987              | Russland | abgewrackt                        | Baunr. 912, 1995 a. D.                                          |
| R-230                     | 876 Chabarowsk                  | –                 | –          | 1987              | Russland | abgewrackt                        | Baunr. 913, 1996 a. D.                                          |
| R-240                     | 876 Chabarowsk                  | –                 | –          | 1987              | Russland | unklar                            | seit 2002 a. D.                                                 |
| R-261                     | 876 Chabarowsk                  | –                 | –          | 1986              | Russland | unklar                            | seit 2002 a. D.                                                 |
| R-271                     | 876 Chabarowsk                  | –                 | –          | 1988              | Russland | unklar                            | seit 2005 a. D.                                                 |
| R-442                     | 876 Chabarowsk                  | –                 | –          | 1988              | Russland | unklar                            | seit 2005 a. D.                                                 |
| R-297                     | 876 Chabarowsk                  | –                 | –          | 1989              | Russland | aktiv                             | –                                                               |
| R-298                     | 876 Chabarowsk                  | –                 | –          | 1990              | Russland | aktiv                             | –                                                               |
| R-11                      | 876 Chabarowsk                  | –                 | –          | 1990              | Russland | aktiv                             | –                                                               |
| R-14                      | 876 Chabarowsk                  | –                 | –          | 1990              | Russland | aktiv                             | –                                                               |
| R-18                      | 876 Chabarowsk                  | –                 | –          | 1990              | Russland | aktiv                             | –                                                               |
| R-19                      | 876 Chabarowsk                  | –                 | –          | 1991              | Russland | aktiv                             | –                                                               |
| R-20                      | 876 Chabarowsk                  | –                 | –          | 1993              | Russland | aktiv                             | –                                                               |
| R-24                      | 876 Chabarowsk                  | –                 | –          | 1991              | Russland | aktiv                             | –                                                               |
| R-29                      | 876 Chabarowsk                  | –                 | –          | 1992              | Russland | aktiv                             | –                                                               |
| R-15                      | 876 Chabarowsk                  | –                 | –          | 2001              | Russland | aktiv                             | –                                                               |

### Projekt 12421
Projekt 12421 war ein Prototyp, den die „Primorski“-Werft in Sankt Petersburg für ein zukünftiges Exportmodell von Projekt 12411 für die indische Marine baute. Das Schiff wurde für tropisches Klima ausgelegt und trug ein verändertes Radarsystem vom Typ „Garpun-Bal“ auf dem Dach der Brücke und ein „Positiv-E“-Radar unter einer Kuppel auf dem Hauptmast. Primärbewaffnung waren hier zwei Zwillingsstarter für die Exportversion des P-80-Seezielflugkörpers, den P-80E oder „Moskit-E“ (russisch Москит-Э).
Nach der Erprobung durch die Werft, die im Jahr 2000 abgeschlossen war, kam es jedoch zu keinem Geschäftsabschluss und das Schiff R-5 mit der Baunummer 216 blieb zunächst im Bestand der Werft, bis es nach Ägypten verkauft wurde. Indien beschloss dagegen, eigene Schiffe der Veer-Klasse zu bauen, die ebenfalls auf Projekt 12421 basieren.
| Name (Kennung) | Bauwerft        | Kiellegung | Stapellauf | in Dienst seit | Flotte  | Verbleib  | Notizen |
| R-32 (832)     | Wympel, Rybinsk | 01/1994    | 1999       | 05/2000        | Ägypten | im Dienst | –       |

### Projekt 12418
Projekt 12418 ist eine Exportversion des Projekts 1241.1M. Die Schiffe sind mit 56,9 Metern etwas länger als die Vorgängerklassen. Sie werden von M-15E.1-Turbinen mit 23.547 kW (32.015 PS) angetrieben. Die Hauptbewaffnung ist abgeändert und besteht aus vier Startern für je vier 3M24-(Uran-E)-Seezielflugkörpern (NATO: SS-N-25). 40 Seeleute bilden die Mannschaft.
Zwei Schiffe wurden 2006–2007 in Rybinsk für die Marine der Volksrepublik Vietnam gebaut. Weiterhin erwarb Vietnam einen Simulator zur Besatzungsausbildung für 12418- und 1241PE-Schiffe und die Lizenz zum Bau von zehn weiteren Projekt-12418-Schiffen. Das erste dieser Schiffe lief im Januar 2012 in Vietnam vom Stapel.
2009–2011 wurden in Sankt-Petersburg zwei weitere Schiffe für Turkmenistan gebaut.
| Name (Kennung) | Bauwerft                        | Kiellegung | Stapellauf | in Dienst seit | Flotte       | Verbleib  | Notizen |
| HQ-366         | Wympel, Rybinsk                 | 2006       | 2007       | ubk.           | Vietnam      | im Dienst | –       |
| HQ-376         | Wympel, Rybinsk                 | 2006       | 2007       | ubk.           | Vietnam      | im Dienst | –       |
| Edermen (828)  | Sredne-Newski, Sankt Petersburg | 03/2009    | 08/2011    | 9/2011         | Turkmenistan | im Dienst | –       |
| Gayratly (829) | Sredne-Newski, Sankt-Petersburg | 07/2009    | 05/2011    | 9/2011         | Turkmenistan | im Dienst | –       |

## VersenkungIwanowez2024
Nach Angaben des ukrainischen Militärgeheimdienstes haben ukrainische Kräfte in der Nacht auf den 1. Februar mittels mit Sprengstoff beladenen Seedrohnen die Korvette Iwanowez (Tarantul-III-Klasse) der Schwarzmeerflotte versenkt.